# Mozartstraße 13/15

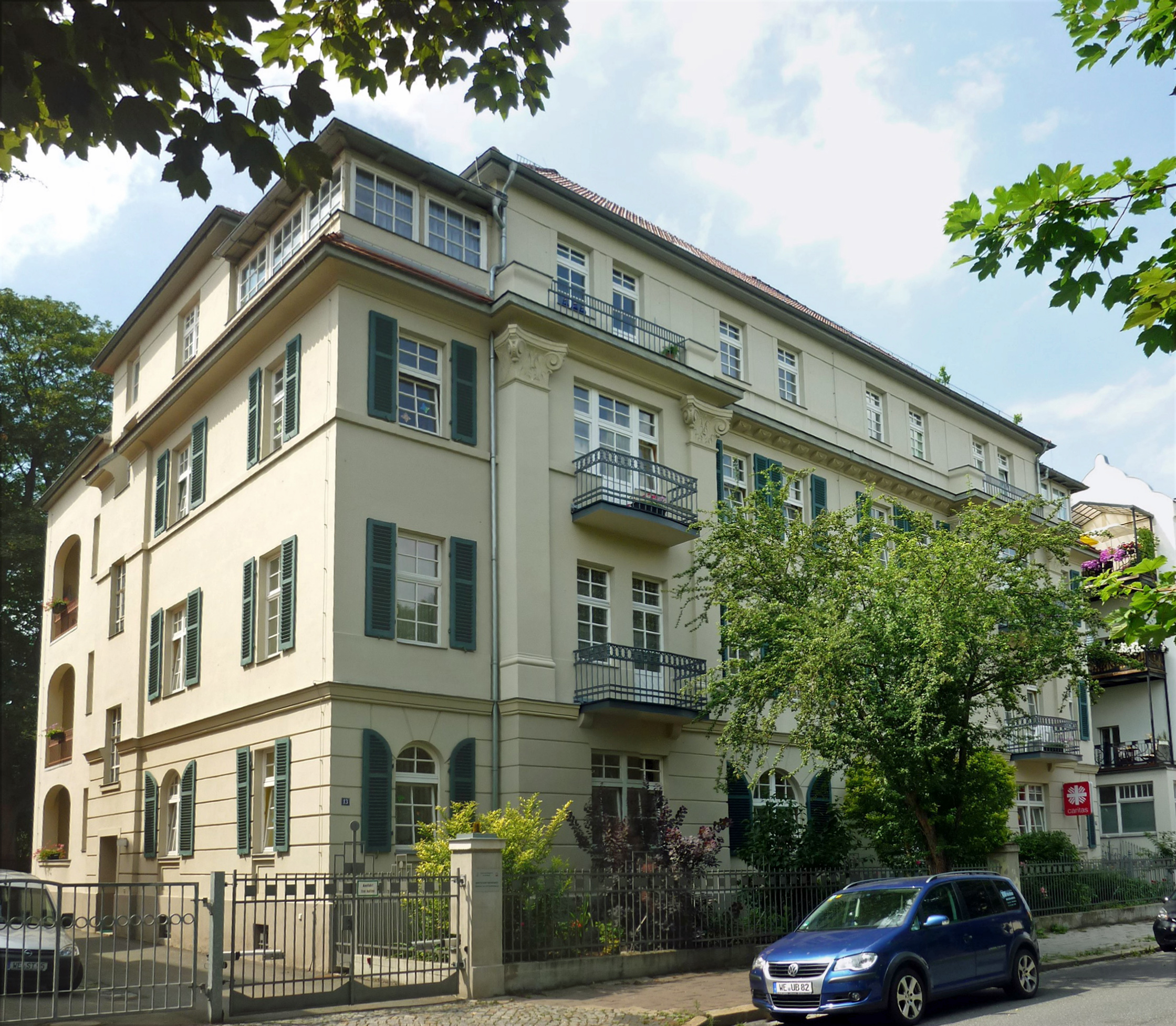
Mozartstraße 13/15

Das Doppelwohnhaus Mozartstraße 13/15 ist ein denkmalgeschütztes Gebäude in Weimar.

## Geschichte
Das Haus wurde 1910 durch die Architekten Paul Werschy und Hermann Wadel errichtet. Hermann Wadel war auch der Bauherr.
Im Jahr 1919 kamen die grauen Schwestern der Kongregation der Schwestern von der hl. Elisabeth aus dem Provinzhaus Halle (Saale) nach Weimar, um die katholische Gemeinde zu unterstützen, übernahmen die ambulante Krankenpflege und konnten sich im Jahr 1921 mit Hilfe des Jungmännervereins in der Mozartstraße 15 nahe der Herz-Jesu-Kirche ansiedeln. Mit dem Umbau von 1930, bei dem die Hausnummer 13 mit der Hausnummer 15 verbunden wurde, und der Einweihung der Hauskapelle im Frühjahr 1931 konnte sich das katholische „St. Elisabeth Heim“ der Herz-Jesu-Kirche, das nun beide Gebäude umfasste, deutlich vergrößern. Auch das benachbarte Haus Mozartstraße 11 ist ein 1910 nach dem Entwurf von Hermann Wadel entstandenes Gebäude.
In Hausnummer 15 wohnten in den 1920er Jahren Ernst Latzko und Mali Trummer. Im Jahr 1945 mussten die Schwestern das Gebäude zeitweise räumen, konnten dann aber wieder zurückkehren. Umbauten erfolgten in den Jahren 1988, 1998 und 2010. Seit dem Jahr 2007 betreibt die Caritasträgergesellschaft St. Elisabeth das Altenpflegezentrum in dem Gebäude, die Schwestern zogen sich aus der Leitung zurück.

## Baubeschreibung
Das Gebäude entstand als ein mehrgeschossiges Doppelwohnhaus. Die beiden Risalite auf der Frontseite werden durch jeweils zwei unkannellierte korinthische Pilaster eingefasst. Die Kapitelle enden an dem umlaufenden Gesims, das zu einem Mezzaningeschoss überleitet. Ursprünglich handelte es sich um zwei separate Häuser, die durch einen Mitteltrakt miteinander verbunden wurden. An dem Gesims des Mitteltraktes wurden antikisierende Elemente angebracht.
Das Doppelwohnhaus steht auf der Liste der Kulturdenkmale in Weimar (Einzeldenkmale). Die gesamte Mozartstraße ist ebenfalls denkmalgeschützt.